# I'm Never Giving Up
 I'm never giving up, Canção do Reino Unido do Festival Eurovisão da Canção 1983.

"I'm Never Giving Up" (Nunca desisto, em português) foi a canção que representou o Reino Unido no Festival Eurovisão da Canção 1983 e foi interpretada em inglês pela banda Sweet Dreams.
A canção tinha letra e música de Ron Roker, Jan Pulsford e Phil Wigger e foi orquestrada por John Coleman. Ganharam o direito de representar o Reino Unido no Fetival Eurovisão da Canção, após terem vencido o concurso A Song for Europe. Em Munique, onde se realizou o Festival Eurovisão da Canção 1983 foram os terceiros a cantar (depois da canção norueguesa "Do Re Mi" interpretada por Jahn Teigen e antes da canção sueca "Främling" interpretada por Carola Häggkvist. No final da votação, a canção britânica terminou com 79 pontos e classificou-se em sexto lugar.
A canção fala-nos da história de dois cantores que não desistem dos seus amados. A canção alcançou o 21.º lugar do top britânico e foi o seu único êxito antes de se separarem os finais de 1983.